# Iran ai XXI Giochi olimpici invernali
L'Iran ha partecipato ai XXI Giochi olimpici invernali di Vancouver, che si sono svolti dal 12 al 28 febbraio 2010, con una delegazione di 4 atleti.

## Sci alpino
| Gara   | Atleta                  | 1° manche  | 2° manche | Tempo totale | Posizione |
| ------ | ----------------------- | ---------- | --------- | ------------ | --------- |
| Slalom | Hossein Saveh-Shemshaki | 57"59      | 58"80     | 1'56"39      | 41        |
| Slalom | Pouria Saveh-Shemshaki  | non finito |           |              |           |

| Gara    | Atleta        | 1° manche | 2° manche | Tempo totale | Posizione |
| ------- | ------------- | --------- | --------- | ------------ | --------- |
| Slalom  | Marjan Kalhor | 1'08"65   | 1'09"95   | 2'18"60      | 55        |
| Gigante | Marjan Kalhor | 1'36"87   | 1'28"52   | 3'05"39      | 60        |

## Sci di fondo
| Gara                   | Atleta      | Tempo d'arrivo | Posizione |
| ---------------------- | ----------- | -------------- | --------- |
| 15 km a tecnica libera | Sattar Seid | 42'41"1        | 89        |